# Герцогиня Падуанская
«Герцоги́ня Падуа́нская» (англ. The Duchess of Padua) — мелодраматическая трагедия в стихах Оскара Уайльда.
Написана белым пятистопным ямбом с небольшими вкраплениями прозы. Подражает духу и приёмам поздней, послешекспировской драмы английского Возрождения — в частности, название и некоторые черты пьесы отсылают к «Герцогине Мальфи» (англ. The Duchess of Malfi) Джона Уэбстера; кроме того, автор ориентировался на романтические драмы Виктора Гюго — «Анджело, тиран Падуанский» и «Лукреция Борджиа», действие которых тоже происходит в ренессансной Италии.
В эпизоде II действия, где герцогиня защищает перед мужем бедняков, заметны социалистические симпатии Уайльда.

## Сюжет
Молодой человек Гвидо Ферранти поступает на службу к герцогу Падуи Симоне Джессо, чтобы, войдя в доверие, отомстить тому за смерть своего отца. Полюбив Беатриче, супругу герцога, он открывается лучшим душевным устремлениям и отказывается от мести; но любовь к Гвидо побуждает Беатриче саму заколоть во сне тиранящего её мужа.
Гвидо кажется, что их чистая любовь осквернена этим преступлением, и он в ужасе отрекается от Беатриче. Последние два действия — сложное выяснение отношений запутавшихся в своих чувствах героев; в финале и Беатриче, и Гвидо совершают самоубийство.

## История пьесы
О плане написать пятиактную трагедию в стихах Уайльд впервые упоминает в 1880 году. По первоначальному замыслу, драма должна была называться «Герцогиня Флорентийская» (англ. The Duchess of Florence).
Заглавную роль герцогини автор создавал в расчёте на американскую актрису Мэри Андерсон. В декабре 1882 года он заключил контракт на написание пьесы с Андерсон и её отчимом и менеджером, Гамильтоном Гриффином. Согласно договору, Уайльд получал задаток в 1000 фунтов стерлингов, а в случае, если созданная им пьеса будет одобрена актрисой и принята к постановке — ещё 4000 фунтов.
«Герцогиня Падуанская» была закончена в Париже в марте 1883 года. В апреле Андерсон сообщила, что пьеса её не устраивает. В том же году в Нью-Йорке было отпечатано первое издание трагедии тиражом в 20 экземпляров.
В 1889 году пьесу прочёл американский актёр Лоуренс Барретт. Связавшись с автором, он поставил её в Нью-Йорке в 1891 году под названием «Гвидо Ферранти» — по имени главного мужского персонажа, которого сам и сыграл. Спектакль не имел успеха и через три недели, после 21 представления, был снят Барреттом со сцены.
В дальнейшем «Герцогиня Падуанская» и ставилась, и изучалась редко. В Англии первая постановка состоялась в 1907 году, следующая — только в 2010. В Германии пьеса была поставлена в 1904 году в немецком переводе Макса Майерфельда.
Американские композитор Джейн Ван Эттен и либреттист Элси М. Вилбор написали по трагедии Уайльда одноактную оперу «Гвидо Ферранти» — одну из первых американских опер, созданных женщинами. Премьера прошла в Чикаго в 1914 году с успехом, но больше опера на сцене не появлялась.
На русский язык «Герцогиня Падуанская» переведена Валерием Брюсовым; перевод издан в 1911 году.